# Robert Bresson
Robert Bresson (25. september 1901 – 18. december 1999) var en fransk filminstruktør og manuskriptforfatter. Hans baggrund som fotograf og maler skinner igennem hans minimalistiske værk, som er mere inspireret af maleriet og musikken end af teatret. Frem for billedets visuelle skønhed søger han dets indre sandhed. 
I sine mest prægnante film foretrækker han amatører, også i hovedrollerne. Scenerne blev taget om og om igen, indtil ethvert spor af skuespilleroptræden er forsvundet og en afklædt sandhed brænder igennem spillet og billedet.
I 1975 udgav han den filmteoretiske bog Notes sur le cinématographe hvori han beskriver sin metode som en bestræbelse på ved hjælp af levende billeder, lyd og klipning at skabe det han kalder cinematographie, som for ham er noget andet og mere end filmet teater.

## Filmografi
- 1934 : Les Affaires publiques
- 1943 : Les Anges du péché (Syndens engle)
- 1945 : Les Dames du Bois de Boulogne (Damerne fra Boulogneskoven)
- 1951 : Journal d'un curé de campagne (En landsbypræsts dagbog)
- 1956 : Un condamné à mort s'est échappé (ou Le vent souffle où il veut) (En dødsdømt flygter)
- 1959 : Pickpocket (Lommetyven)
- 1962 : Procès de Jeanne d'Arc
- 1966 : Au hasard Balthazar (Hvad med Balthazar?)
- 1967 : Mouchette
- 1969 : Une femme douce (Barnebruden)
- 1971 : Quatre nuits d'un rêveur
- 1974 : Lancelot du Lac
- 1977 : Le Diable probablement (Djævelen måske)
- 1983 : L'Argent (Blodpenge)